# هلاس سويقي
الهلاس السويقي (بّي إتش) هو اضطراب عصبي نادر مسبب للهلوسات البصرية الساطعة التي تحدث نموذجيًا لمدة دقائق عديدة في البيئات المظلمة. بعكس بعض أنواع الهلوسات الأخرى، تتسم الهلوسة المصاحبة للمرضى المصابين بالهلاس التسويقي بالواقعية، وغالبًا ما تشمل عددًا من الأشخاص والبيئات المألوفة للأفراد المصابين. لا يستطيع المرضى التمييز بين الهلوسة والواقع إلا في أوقات نادرة نتيجة عدم كون محتوى الهلوسات غريبًا على الإطلاق.
في عام 1922، وثق طبيب الأعصاب الفرنسي جان ليرميت حالة مريض مصاب بهلوسات بصرية موحية بوجود تلف موضعي في الدماغ المتوسط وجسر فارول. بعد نشر العديد من الحالات المشابهة الأخرى، وُصفت هذه المتلازمة باسم «الهلاس السويقي».
أدى تراكم الحالات الإضافية لدى ليرميت وغيره إلى التأثير على النقاش الطبي الأكاديمي حول كل من الهلوسات وعلم الأعصاب السلوكي. قدّم ليرميت تقريرًا كاملًا لعمله في هذا المجال في كتابه «الهلوسة: السريرية والفيزيولوجية»، إذ نُشر الكتاب في باريس عام 1951 عن طريق دار النشر دوين. أثبت الباحثون المعاصرون، عبر استخدام التقنيات الحديثة في تصوير الدماغ الطبي، تموضع هذه الهلوسات غير الاعتيادية في الدماغ.

## السبب
يُعزى الهلاس السويقي إلى مجموعة من الأمراض المختلفة مثل عدوى الدماغ المتوسط أو الدماغ المتوسط الوعائي، والآفات المهادية وآفات جسر فارول، والنزف تحت العنكبوتي الموضعي، والضغط الناتج عن الأورام، والصداع النصفي القاعدي، ونقص التنسج الوعائي القاعدي وتدخلات تصوير الأوعية أو الجراحة الموضعية التالية. تحدث هذه الأمراض بشكل رئيسي قرب قاعدة الدماغ، وقد زالت الهلوسات عند إزالة هذه الأمراض مثل استئصال الورم. تشمل الهلوسة الأكثر شيوعًا الحيوانات، والأشخاص في مختلف الأعمار، والرؤوس والوجوه المشوهة أو المخيفة، والمناظر الطبيعية والمشاة في طابور واحد.

### الآفات
كما يبدو، تمثل الآفات المعيقة للتشكل الشبكي لجذع الدماغ، أو تلك المستهدفة للمهاد، المصدر وراء الهلاس السويقية. على سبيل المثال، قد تسبب الآفات المؤثرة في جهاز الرفاء الظهري الهلوسات بسبب كبح التثبيط المتصاعد للنواة الركبية الوحشية (إل جي إن). يؤدي هذا التثبيط إلى فرط إثارة «إل جي إن»، ما يحرض حدوث الهلوسات البصرية. قد تؤدي آفات الشبكية والمناطق المجاورة لها إلى إزالة المدخلات القادمة من البيئة الخارجية إلى الجهاز البصري أو تعديلها. يمكن بالتالي حدوث الهلاس السويقي كنتيجة لاضطراب الأجزاء الوحشية للجهاز البصري. قد تؤدي الآفات في الفص الصدغي أو الفص الجبهي بدورها إلى هلوسات بصرية معقدة نتيجة اتصال الفصين مع الجهاز البصري عبر النواة الركبية الوحشية والوسادة الأنسية. بالإضافة إلى ذلك، قد تضطرب المعالجة البصرية والتميز البصري نتيجة الآفات المهادية التي تؤثر على البنى الهامة مثل الوسادة.
افتُرض أيضًا وجود تأثير لهذه الآفات على الجملة الشبكية المنشطة الصاعدة (إيه آر إيه إس) إلى جانب تأثيرها على جذع الدماغ. نظرًا إلى دور «إيه آر إيه إس» في الوعي والتيقظ، يمكن لآفات جذع الدماغ الشائعة في الهلاس السويقي التسبب في «اضطراب دفعات «إيه آر إيه إس» من التشكل الشبكي لجذع الدماغ»، ما قد يؤدي بالتالي إلى اضطرابات النوم المميزة للهلاس السويقي. من الممكن استخدام بعض الأدوية مثل الأولانزابين في علاج اضطرابات النوم، إذ أثبت فعاليته في «تحسين استمرارية النوم، ونوعية النوم وزيادة نوم الموجات البطيئة».

### الارتباط بين الأمراض الأخرى
يشمل الأشخاص الأكثر عرضة للإصابة بالهلوسات البصرية المعقدة مثل الهلاس السويقي كلًا من المصابين بمرض باركنسون، ومتلازمة الجمدة – النوم القهري، والهذيان الارتعاشي، وداء جسيمات ليوي وصرع الفص الصدغي. يُعد الهلاس السويقي شائعًا لدى المرضى المصابين بمرض باركنسون لمدة طويلة ممن يمتلكون تاريخ علاج طويل ويظهرون الاكتئاب والضعف الإدراكي. تُعتبر الأوهام الزورانية شائعة لدى هؤلاء المرضى على الرغم من إمكانية حدوثها خلال إدراك الحس الواضح. 

### الاختلافات عن الهلوسات البصرية الأخرى
تميل الهلوسات البصرية الأخرى إلى النشوء عن الاضطرابات النفسية. بينما يعتقد الأفراد المصابون باضطرابات نفسية أن هلوساتهم حقيقية، يدرك الأفراد المصابون بالهلاس السويقي عادة أن هذه الهلوسات التي يرونها غير حقيقية. تحدث الهلوسات السويقية بشكل مستقل عن النوبات، على النقيض من بعض أشكال الهلوسات البصرية الأخرى.